# Stazione di Taggia-Arma
Stazione di Taggia-Arma vasútállomás Olaszországban, Taggia településen.

## Vasútvonalak
Az állomást az alábbi vasútvonalak érintik:
- Genova–Ventimiglia-vasútvonal

## Kapcsolódó állomások
A vasútállomáshoz az alábbi állomások vannak a legközelebb:
- Stazione di Sanremo
- Stazione di Imperia Porto Maurizio ( – 2016. december 11., Genova–Ventimiglia-vasútvonal)
- Imperia railway station (2016. december 11. – , Genova–Ventimiglia-vasútvonal)